# Organizzazione Nazionale del Turismo Giapponese
Organizzazione Nazionale del Turismo Giapponese (国際観光振興機構?, Kokusai Kankō Shinkō Kikō), JNTO, fornisce informazioni sul Giappone per promuovere i viaggi verso e all'interno del paese. È stata fondata nel 1964 e la sua sede si trova a Yotsuya, Tokyo. JNTO gestisce centri di informazione turistica (TIC) e un sito web. Offre informazioni su trasporti, alloggi, cibo e bevande e visite turistiche, nonché statistiche turistiche pubblicate e rapporti di mercato. Fornisce inoltre supporto a convention internazionali ed eventi di incentivazione.

## Historia
La prima istituzione che attirò turisti stranieri fu Kihinkai fondata nel 1893. L'Ufficio del turismo giapponese fu fondato nel 1911. Il primo ufficio del turismo giapponese fu costruito a New York nel 1952. Il primo ufficio del turismo europeo fu fondato a Parigi nel 1960. l'Ufficio del turismo giapponese è stato ufficialmente ribattezzato Organizzazione nazionale del turismo giapponese (JNTO) e rimane in questa forma oggi. JTNO attualmente opera in 20 paesi in tutto il mondo.

### JNTO a Italia
Il 30 marzo 2017 è stata aperta a Roma la sede italiana di JNTO. Guidato da Yoshiyuki Mizuuchi, l'ufficio di Roma copre non solo l'Italia, ma anche San Marino, Città del Vaticano, Malta, Grecia e Albania. L'ufficio si trova in via Barberini e si occupa esclusivamente di turismo e cultura del Giappone e dell'Italia. C'è anche una rivista web chiamata “Italia Mercato” e notizie mensili da JNTO.

## Operatione
JNTO è un'agenzia amministrativa indipendente del governo giapponese. Le sue pubblicazioni e il suo sito web ti aiutano a pianificare il viaggio in Giappone e forniscono un'ampia gamma di informazioni di viaggio in inglese e in altre lingue su trasporti, alloggi, acquisti ed eventi. Il materiale viene aggiornato regolarmente.
JNTO sponsorizza un programma Goodwill Guide attraverso il quale circa 47.000 volontari bilingui assistono i visitatori provenienti dall'estero. Hanno il diritto di indossare il simbolo distintivo del programma, una colomba bianca su un globo. Esistono 77 gruppi di Systematized Goodwill Guide (SGG) in tutto il Giappone, composti principalmente da studenti, casalinghe e pensionati che utilizzano le loro competenze nella lingua straniera in varie attività. Alcuni gruppi offrono un tour a piedi gratuito e prestabilito che richiede semplicemente che il visitatore si rechi in un luogo predeterminato in una data e un'ora specifiche, mentre altri sono disposti a incontrare i turisti su richiesta. Non è previsto alcun costo per il servizio delle Guide di buona volontà poiché sono volontari. Vengono addebitate solo le spese di viaggio, gli ingressi alle strutture turistiche ed i pasti condivisi.

## Uffici Esteri
JNTO ha 26 uffici in tutto il mondo. Gli uffici esteri forniscono le informazioni più recenti sui viaggi nazionali e internazionali, conducono marketing sui media e collaborano con i giornalisti, partecipano a fiere ed esposizioni di viaggio, supportano lo sviluppo dei viaggi nel settore dei viaggi locale e conducono ricerche legate al turismo.
| Uffici Esteri                                                                                 | Zona responsabile |
| --------------------------------------------------------------------------------------------- | --- |
| Europa, Medio Oriente e Africa                                                                | |
| Parigi                                                                                        | Francia, Andorra, Belgio, Lussemburgo, Monaco, Aree francofone della Svizzera, Aree francofone dell'Africa                                                                                         |
| Francoforte                                                                                   | Germania, Austria, Bosnia ed Erzegovina, Croazia, Macedonia del Nord, Montenegro, Polonia, Repubblica Ceca, Romania, Serbia, Slovacchia, Slovenia, Ungheria, Aree di lingua tedesca della Svizzera |
| Roma                                                                                          | Italia, Albania, Città del Vaticano, Grecia, Malta, San Marino |
| Stoccolma                                                                                     | Svezia, Danimarca, Estonia, Finlandia, Islanda, Lettonia, Lituania, Norvegia |
| Madrid                                                                                        | Spagna, Portogallo, Aree africane di lingua portoghese, Aree africane di lingua spagnola |
| Londra                                                                                        | Regno Unito, Cipro, Irlanda, Israele, Kosovo, Liechtenstein, Paesi Bassi, Aree anglofone dell'Africa e del Medio Oriente                                                                           |
| Mosca (La Russia è attualmente sospesa e altri paesi vengono attualmente sostituiti a Londra) | Russia, Asia centrale, Armenia, Azerbaigian, Bielorussia, Georgia, Moldavia, Ucraina |
| Dubai                                                                                         | Emirati Arabi Uniti, Medio Oriente (escluso Israele), Nordafrica |
| Americas                                                                                      | |
| New York                                                                                      | Stati Uniti orientali, Brasile, Caraibi |
| Los Angeles                                                                                   | Stati Uniti occidentali |
| Città del Messico                                                                             | Messico, America centrale, America meridionale (escluso Brasile) |
| Toronto                                                                                       | Canada |
| Asia e Oceania                                                                                | |
| Sydney                                                                                        | Oceania |
| Pechino                                                                                       | Cina settentrionale e occidentale, Mongolia |
| Hong Kong                                                                                     | Hong Kong, Macao, Taiwan |
| Canton                                                                                        | Cina meridionale |
| Chengdu                                                                                       | Cina centrale |
| Shanghai                                                                                      | Cina orientale |
| Seul                                                                                          | Corea del Nord e del Sud |
| Delhi                                                                                         | India, Bhutan, Nepal |
| Kuala Lumpur                                                                                  | Malaysia, Brunei |
| Singapore                                                                                     | Singapore, Bangladesh, Maldive, Pakistan, Sri Lanka, Timor Est |
| Giacarta                                                                                      | Indonesia |
| Manila                                                                                        | Filippine |
| Bangkok                                                                                       | Tailandia, Cambogia, Laos, Myanmar |
| Hanoi                                                                                         | Vietnam |